# Mobridge
Mobridge – miasto w Stanach Zjednoczonych, w stanie Dakota Południowa, w hrabstwie Corson, położone na wschodnim brzegu jeziora zaporowego Oahe, na rzece Missouri.